# Rue des Malmaisons
La rue des Malmaisons est une voie située dans le quartier de la Maison-Blanche du 13e arrondissement de Paris.

## Situation et accès
La rue des Malmaisons est desservie par la ligne 7 et 14 à la station Maison Blanche et la ligne 3a du tramway à la station Porte d'Italie.

## Origine du nom
La rue doit son nom à celui du lieu-dit La Malmaison.

## Historique
Situé en bordure de l’antique voie romaine de Paris à Sens, le lieu-dit La Malmaison  appartenait à la collégiale Saint-Marcel. Ce toponyme évoque un mauvais lieu fréquenté par des rouliers et chemineaux. Une « male maison » est signalée, dès 1485, à côté de La Fosse aux Larrons.
À la fin du XVe siècle, la famille des teinturiers Canaye, rivaux de Gobelin, y possède des vignes.
La voie faisait partie de la commune de Gentilly avant que celle-ci ne soit rattachée à Paris en 1860.

## Bâtiments remarquables et lieux de mémoire
La rue longe l'église Saint-Hippolyte, reconstruite sur l'avenue de Choisy à partir de 1909, l'église Notre-Dame-de-Chine ainsi que la ligne de Petite Ceinture.

De nombreuses maisons de faubourgs, du XIXe siècle, occupent le côté pair de la rue.

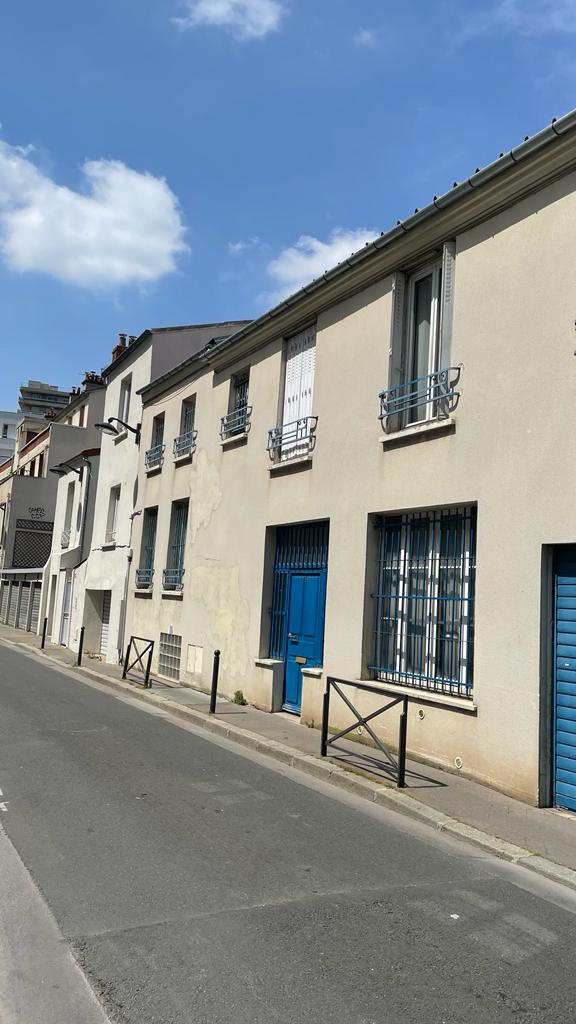
Maisons faubourgeoises du XIXe siècle.
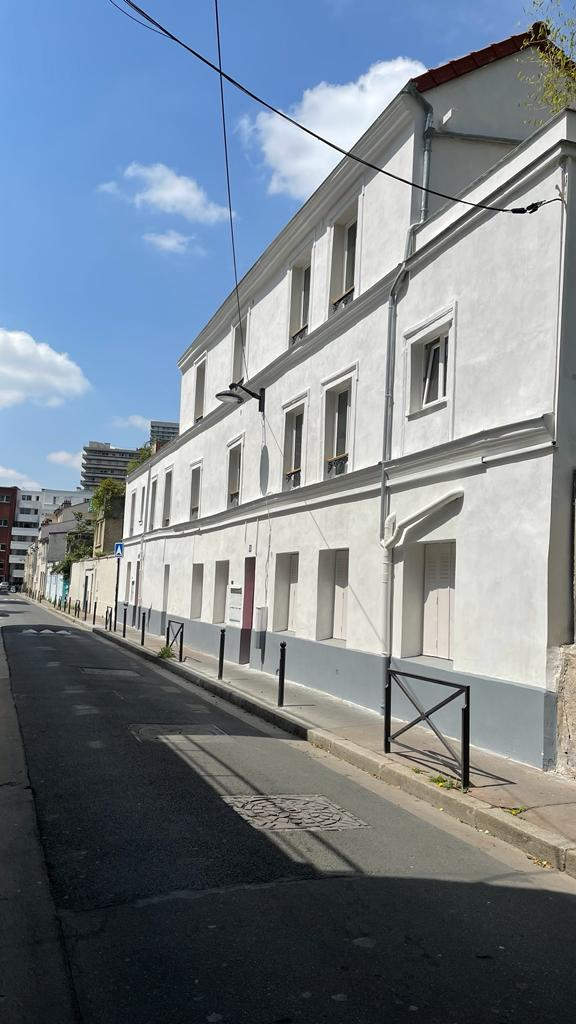
Maisons faubourgeoises du XIXe siècle.
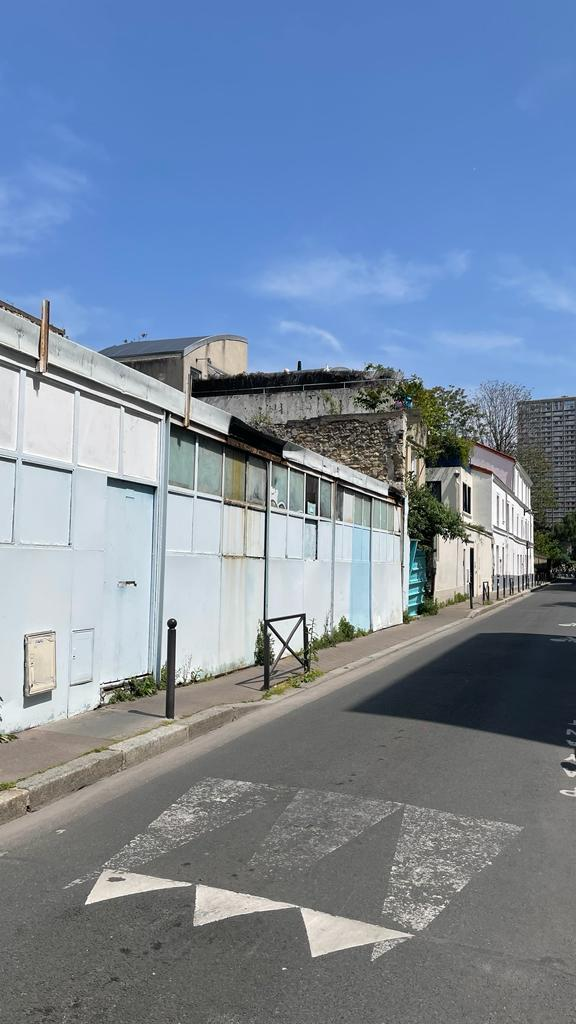
Maisons faubourgeoises du XIXe siècle.
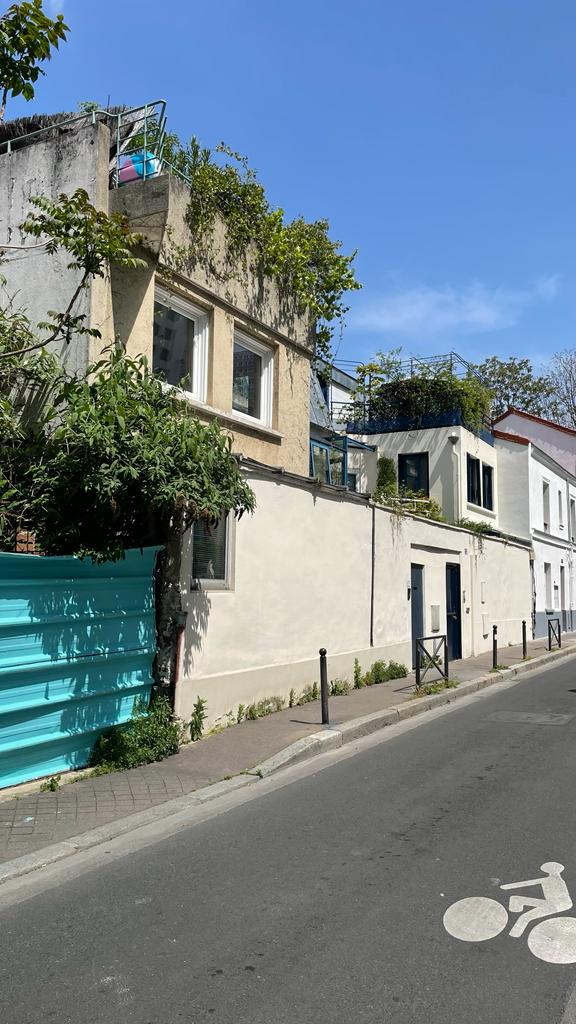
Maisons faubourgeoises du XIXe siècle.